# Something Kinda Ooooh
Something Kinda Ooooh (с англ. — «Что-то вроде Ух») — тринадцатый сингл британской поп-группы Girls Aloud, выпущенный в поддержку первого сборника хитов группы The Sound of Girls Aloud: Greatest Hits

## Список композиций

### CD 1
1. Something Kinda Ooooh — 3:23

2. The Crazy Life (Girls Aloud, Higgins, Coler) — 3:19

### CD 2
1. Something Kinda Ooooh — 3:23

2. Something Kinda Ooooh (Tony Lamezma Remix) — 3:23

3. Models (Theme from Girls Aloud Off the Record) — 3:27

4. The Sound of Girls Aloud Album Megamix — 6:24

5. Something Kinda Ooooh (Video)  

6. Something Kinda Ooooh (Karaoke Video)

## Видеоклип
В видеоклипе солистки "едут" на спортивных автомобилях на фоне зелёного экрана, на котором показаны улицы Лондона, в другой сцене они танцуют в лучах прожекторов. Шерил Коул ведёт машину сама, Надин Койл делит её с Кимберли Уолш, а Никола Робертс с Сарой Хардинг.
В одном из интервью MTV, Шерил заметила, что "Something Kinda Ooooh" не лучшее их видео. Она и другие солистки пеняли на нехватку времени (клип отснят и смонтирован в срочном порядке буквально за день), не позволившую сделать его таким, каким они хотели.

## Оценки
3 место в списке 20 лучших песен Girls Aloud по версии газеты The Guardian.

## Позиции вчартах
| Чарты (2006)                                  | Позиция занятое место |
| --------------------------------------------- | --------------------- |
| Великобритания                                | 3                     |
| Словения                                      | 4                     |
| Ирландия                                      | 7                     |
| Европейский Чарт                              | 11                    |
| Великобритания - "Чарт по итогам года" (2006) | 36                    |

## Авторы
- Миранда Купер
- Брайан Хиггинс
- Лиза Коулинг
- Тим Пауэлл
- Элисон Кларксон

## Состав
- Шерил Коул
- Кимберли Уолш
- Сара Хардинг
- Никола Робертс
- Надин Койл